# پدرنامی

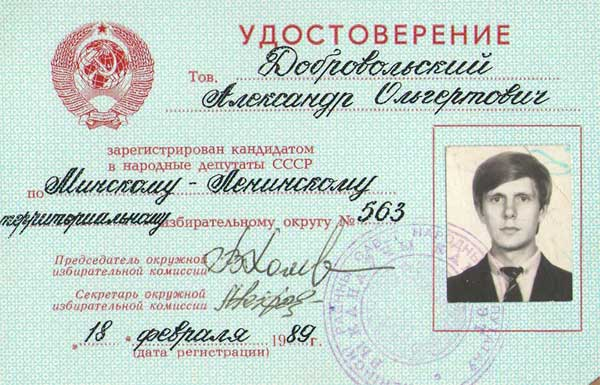
پدرنامی یا پدرتبار (به انگلیسی: patronymic) یک مؤلفه یا بخش از نام کامل فرد، بر اساس نام پدر، پدربزرگ، یا جد وی یا حتی قبل‌تر از آن در شیوهٔ نام‌گذاری افراد با اشتقاق از نام پدر است. در نظام پدرنسبی، فرد زیر نام پدر هویت می‌یابد.
در مقابل، هرگاه بخشی از نام بر اساس نام مادر فرد یا نیای مادری باشد، مادرنامی (به انگلیسی: matronymic) نام دارد. هریک از این دو شیوه، ابزاری برای انتقال اصل‌ونسب است.
پدرنامی‌ها هنوز به‌کار می‌رود؛ ازجمله در بسیاری از نقاط جهان نظیر نواحی‌ای از آسیا و شمال آفریقا، به‌اجبار، استفاده می‌شود، هرچند استفاده از آنها تا حد زیادی جایگزین و به نام خانوادگی پدرنامی (به انگلیسی: patronymic surname) تبدیل شده‌است.